# سیارک ۲۵۸۱
سیارک ۲۵۸۱ (به انگلیسی: 2581 Radegast، نامگذاری:1980VX) دو هزار و پانصد و هشتاد و یکمین سیارک کشف شده‌است که در ۱۱ نوامبر ۱۹۸۰ کشف شد.
قدر مطلق سیارک برابر ۱۳٫۳۰ است.